# Superliga Série B (femminile)
La Superliga Série B è la seconda divisione del campionato brasiliano femminile di pallavolo: al torneo partecipano otto squadre di club brasiliane; determina i club promossi in Superliga Série A e quelli retrocessi in Superliga Série C.

## Albo d'oro
| Anno          | Podio         | Podio            | Podio                |
| Campione      | Seconda       | Terza            |                      |
| ------------- | ------------- | ---------------- | -------------------- |
| 2014 Dettagli | CEPE          | Bauru            | ACEUL                |
| 2015 Dettagli | Bauru         | Sogipa           | Country Club         |
| 2016 Dettagli | Araraquarense | Fluminense       | AABB Cascavel        |
| 2017 Dettagli | Barueri       | Clube Curitibano | ABEL                 |
| 2018 Dettagli | Paranaense    | Adeps            | São José dos Pinhais |
| 2019 Dettagli | Country Club  | Flamengo         | Amavolei             |
| 2020 Dettagli | Non assegnato | Non assegnato    | Non assegnato        |
| 2021 Dettagli | Amavolei      | Country Club     | Blumenau             |
| 2022 Dettagli | São Caetano   | ABEL             | Blumenau             |
| 2023 Dettagli | Bradesco      | Blumenau         | Taubaté              |
| 2024 Dettagli | Mackenzie     | ABEL             | Ser Educacional      |

## Palmarès
| Squadra       | Titolo | Edizione |
| ------------- | ------ | -------- |
| CEPE          | 1      | 2014     |
| Bauru         | 1      | 2015     |
| Araraquarense | 1      | 2016     |
| Barueri       | 1      | 2017     |
| Paranaense    | 1      | 2018     |
| Country Club  | 1      | 2019     |
| Amavolei      | 1      | 2021     |
| São Caetano   | 1      | 2022     |
| Bradesco      | 1      | 2023     |
| Mackenzie     | 1      | 2024     |